# Parc national du W du Bénin
Ne doit pas être confondu avec Parc national du W du Niger.
Le parc national du W est une aire protégée du Bénin, constituée par la réserve de biosphère transfrontalière, partagée entre le Bénin, le Niger et le Burkina Faso. Il fait partie d'un complexe naturel transfrontalier de près d'un million d'hectares géré conjointement par les trois pays et protégé depuis 2007 par la convention de Ramsar.
La partie nigérienne du parc (le parc national du W du Niger), est inscrite sur la liste du patrimoine mondial de l'UNESCO depuis 1996 et le complexe est reconnu en tant que réserve de biosphère transfrontière depuis 2002 par l'UNESCO,.

## Historique

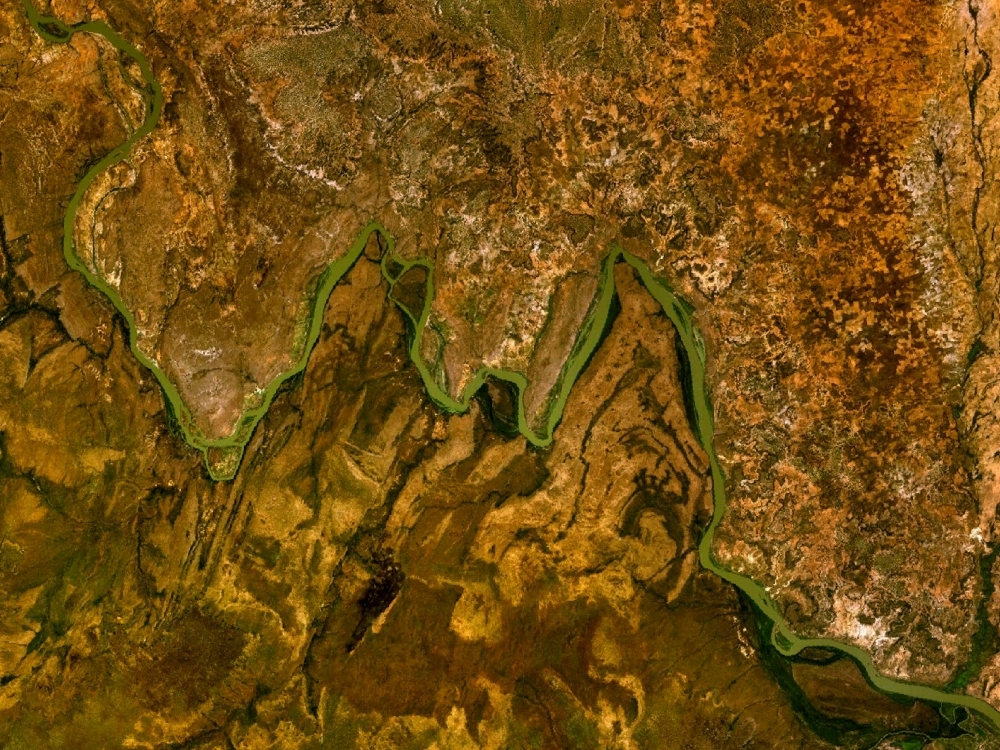
Vue satellite de la région mettant en évidence la forme en W du fleuve Niger.

Au Bénin, le parc national du W fait partie du complexe du parc national du W, classé réserve de biosphère transfrontalière du W (Bénin) en 2001.
Le nom de W du parc provient de la double courbure observée sur la portion du fleuve Niger traversant la réserve,.
Le 1er juin 2018, en marge de la conférence internationale sur la circulation des Biens culturels et patrimoine en partage, organisée au siège de l’UNESCO à Paris, le ministre béninois du Tourisme, de la Culture et des sports, Oswald Homeky, reçut pour le compte du gouvernement béninois, le certificat d’inscription du complexe W-Arly-Pendjari, sur la liste du patrimoine mondial, des mains du sous-directeur général chargé de la culture à l’UNESCO, Ernesto Ottone Ramirez.

## Milieu physique

### Situation géographique

Complexe WAP.

Le parc national du W du Bénin fait partie de la réserve de biosphère transfrontalière W, qui elle-même fait partie du plus grand ensemble d’aires protégées d'Afrique de l’Ouest, le complexe WAP (W-Arly-Pendjari), qui comprend aussi le parc national de la Pendjari, et plusieurs aires protégées de statuts divers au Burkina Faso (réserve partielle de Pama, réserve totale de faune d'Arly, réserve du Singou) et au Togo (parc national de la Kéran, réserve de faune Oti-Mandouri), sur une superficie totale d'environ 50 000 km2.
Le parc national du W du Bénin couvre 563 280 ha. Ses limites géographiques sont comprises entre 11° 26′ et 12° 26′ de latitude Nord et 2° 17′ et 3° 05′ de longitude Est.
Depuis Cotonou, par la route, le parc est accessible par la ville de Kandi (environ 650 km).

### Climat
Le parc se situe dans la zone soudanienne sèche, caractérisée par deux saisons distinctes : une saison pluvieuse et une saison sèche.
La saison des pluies s'étend de la mi-mai au mois d'octobre. Une saison sèche et fraîche, marquée par l’harmattan, lui succède de novembre à février, elle-même suivie d'une saison sèche et chaude de mars à mi-mai.
La réserve est bien arrosée, avec des précipitations annuelles moyennes estimées à 900 mm.
Les amplitudes thermiques sont importantes, avec une moyenne annuelle de 28 °C,.

### Géologie
Le relief dans la région de localisation du parc national du W du Bénin présente des ondulations de 20 à 40 mètres de dénivelé, avec des pentes inférieures à 2 %.
Des phénomènes d'érosion et d’effondrements naturels des sols, les dongas, viennent interrompre cette homogénéité topographique.
On retrouve dans la région, des unités géomorphologiques telles que : une vaste pénéplaine granito-gneissique, l'extension terminale de la chaîne de l'Atacora, des collines d'altitude modeste, les falaises des chutes de Koudou et des rapides de Barou, la gorge de la Mékrou et quelques microfaciès érigés par les dongas,.

### Hydrographie
Les principaux cours d'eau du réseau hydrographique du parc sont les rivières Mékrou (410 Km) et Alibori (338 Km), qui constituent des affluents du fleuve Niger. La Mékrou présente un régime régulier tandis que l'Alibori a un régime moins régulier, intermittent, formant des chapelets de mares le long de son lit mineur entre les mois de février et avril.
À ces deux principales rivières, s’ajoute un ensemble de rivières moins importantes par leur taille, qui leur sont raccordées en plusieurs endroits de leur cours : Pako, Kompa Gorou, Bédarou, Mali Gorou, Kokodiangou, Konékoga.

## Flore
Malgré les précipitations dans la région, la végétation est constituée de savanes arbustive et herbeuse, du fait de l'avancée du Sahel et des feux de végétation. Ces principaux types de formations végétales rencontrées correspondent aux formations savanicoles et de forêts telles que :
- Les forêts ripicoles constituées d’arbres et d’arbustes de genres Cola, Morellia, Syzygium sur les berges des rivières ;
- Les galeries forestières constituées d’arbres et d’arbustes, plus compactes sur les rives des rivières. Khaya senegalensis, Diospyros mespiliformis, Kigelia africana, etc., sont les espèces les plus rencontrées ;
- La forêt claire, peuplement ouvert, avec des arbres de petites et moyennes tailles (8 m à 16 m de hauteur), présentant des cimes plus ou moins jointives (80 % de recouvrement) ;
- la savane boisée qui est constituée d’arbres de densité importante (35 à 60 %) mais dont le couvert n’est pas continu. La hauteur des arbres se situe entre 8 m à 16 m . La strate herbacée est abondante. Elle est soumise aux feux de végétation pendant la saison sèche ;
- La savane arborée, avec un couvert des arbres de 5 à 35 % ; leur hauteur est généralement comprise entre 5 m et 10 m . Les arbustes sont plus abondants que dans la savane boisée, avec une couverture de 5 à 60 %. Le couvert des graminées varie généralement de 80 à 100 % ;
- la savane arbustive peuplée par des arbres dont le couvert n'excédant pas 5 % ; celui des arbustes étant de 5 à 60 %. Les arbustes sont de petites tailles (3 m à 5 m). Le couvert des graminées varie du clairsemé (sur les bowé) à 100 % ;
- la savane arborée ou arbustive saxicole qui est une savane arborée ou arbustive sur des sols rocheux, cuirassés, graveleux ou pierreux. Les espèces caractéristiques de ce type de végétation sont : Burkea africana et Detarium microcarpum ;
- la savane herbeuse qui est constituée presque entièrement d’un tapis graminéen.

Le long de la falaise de l’Atacora, plusieurs espèces d'arbres, telles que Adansonia digitata (baobab), Anogeissus leiocarpus (bouleau d'Afrique), Vitellaria paradoxa (karité) ou Parkia biglobosa (néré) témoignent de l'existence de villages et de champs antérieure à la création de la réserve.

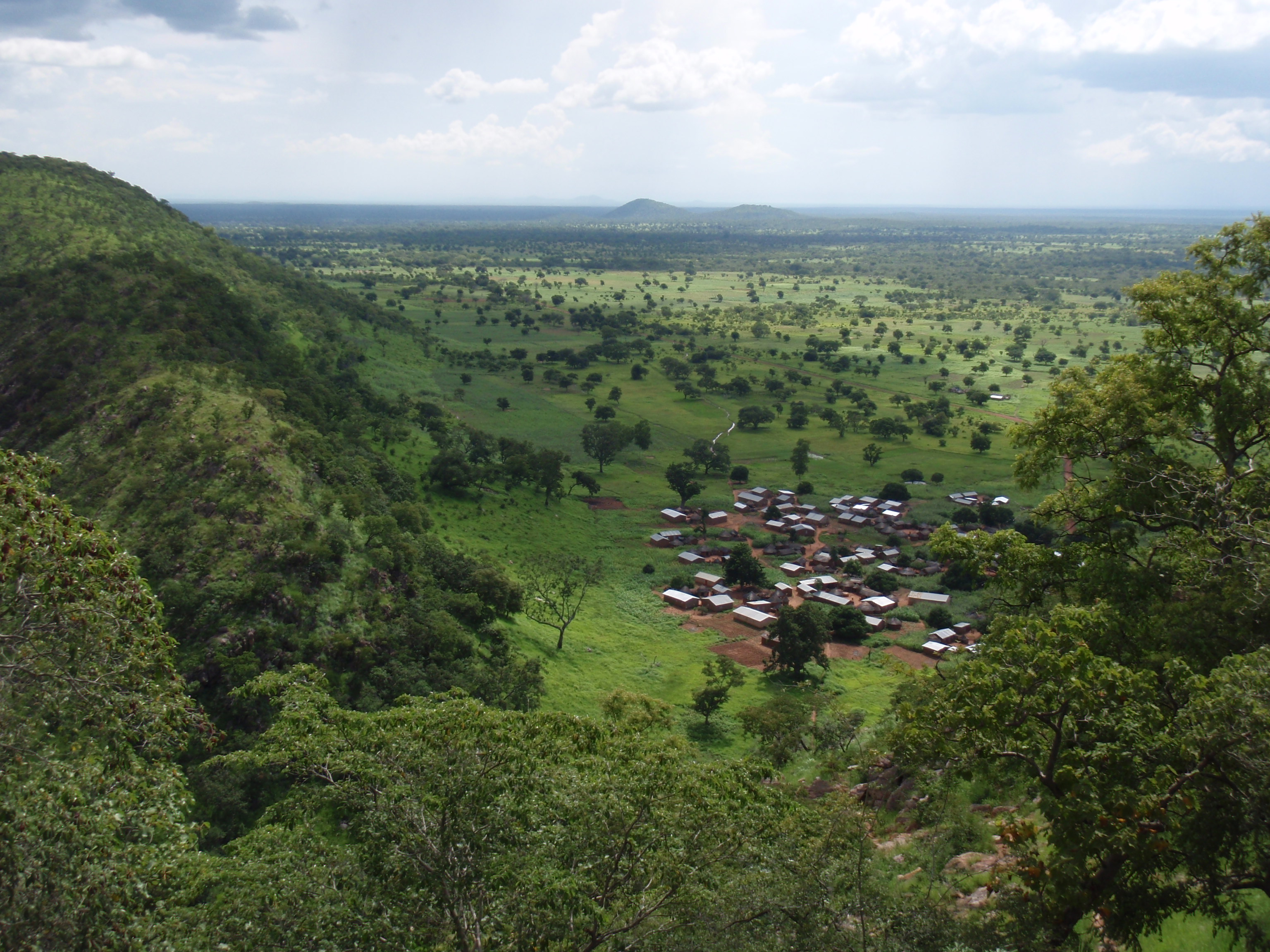
Végétation de l'Atacora.
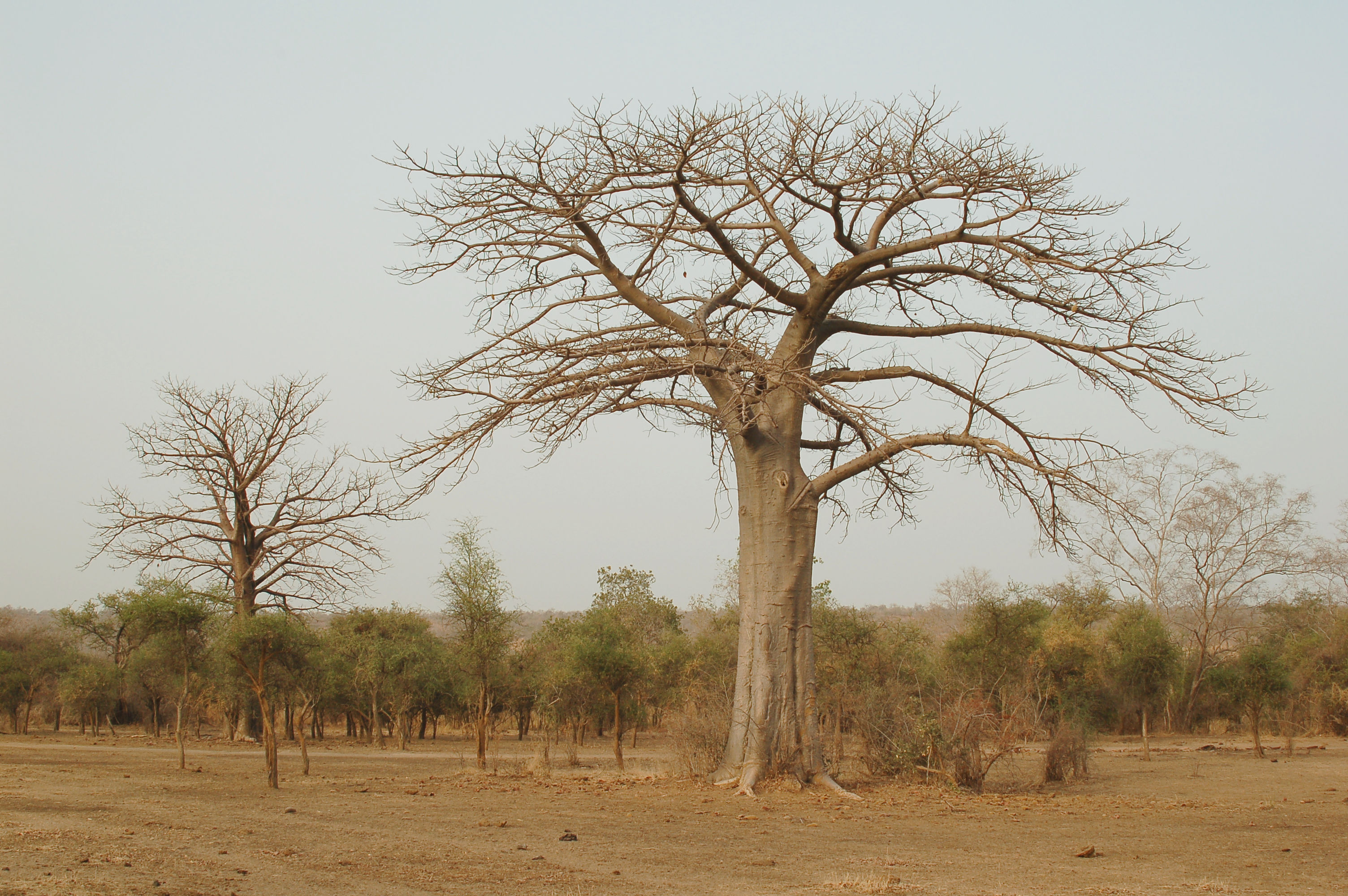
Baobabs (Adansonia digitata).
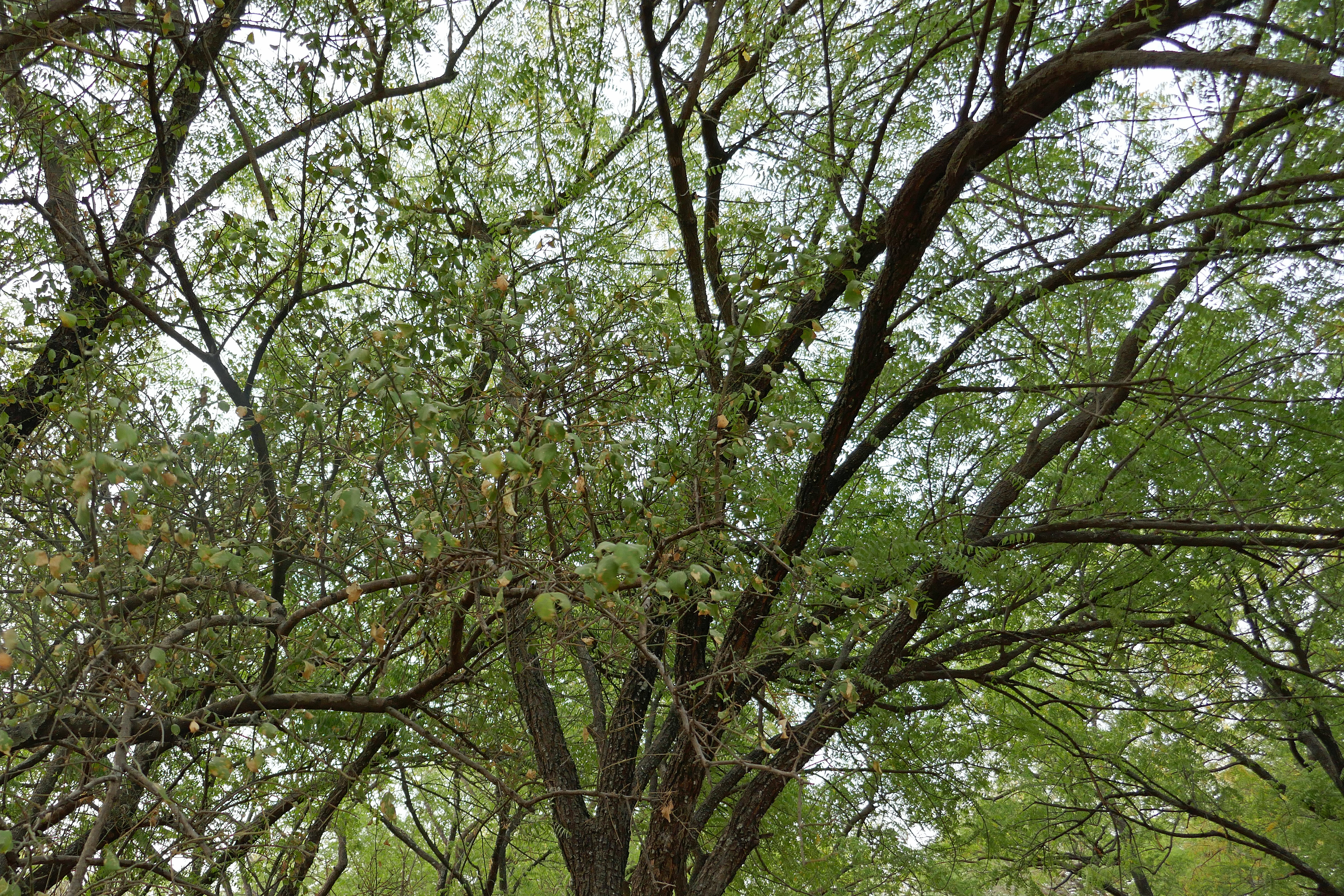
Dattier du désert.

## Faune
Le Parc National du W abrite presque toutes les espèces de grands mammifères de la savane soudanienne de l’Afrique de l’Ouest, à l’exception des girafes, des élans de Derby et des gazelles rufifrons. En outre, le Parc national du W héberge quatre des « Big Five », à savoir l'éléphant d'Afrique, le lion d'Afrique, le léopard d'Afrique et le buffle d'Afrique.
Les mammifères les plus couramment observés sont : Syncerus caffer (Buffle), Panthera leo (Lion), Kobus defassa (Cob defassa), Phacochoerus aethiopicus (Phacochère), Papio anubis (Babouin doguera), Erythrocebus patas (Singe rouge), Tragelaphus scriptus (Guib harnaché) et Loxodonta africana (Eléphant).

Les Big Five présents au parc du W
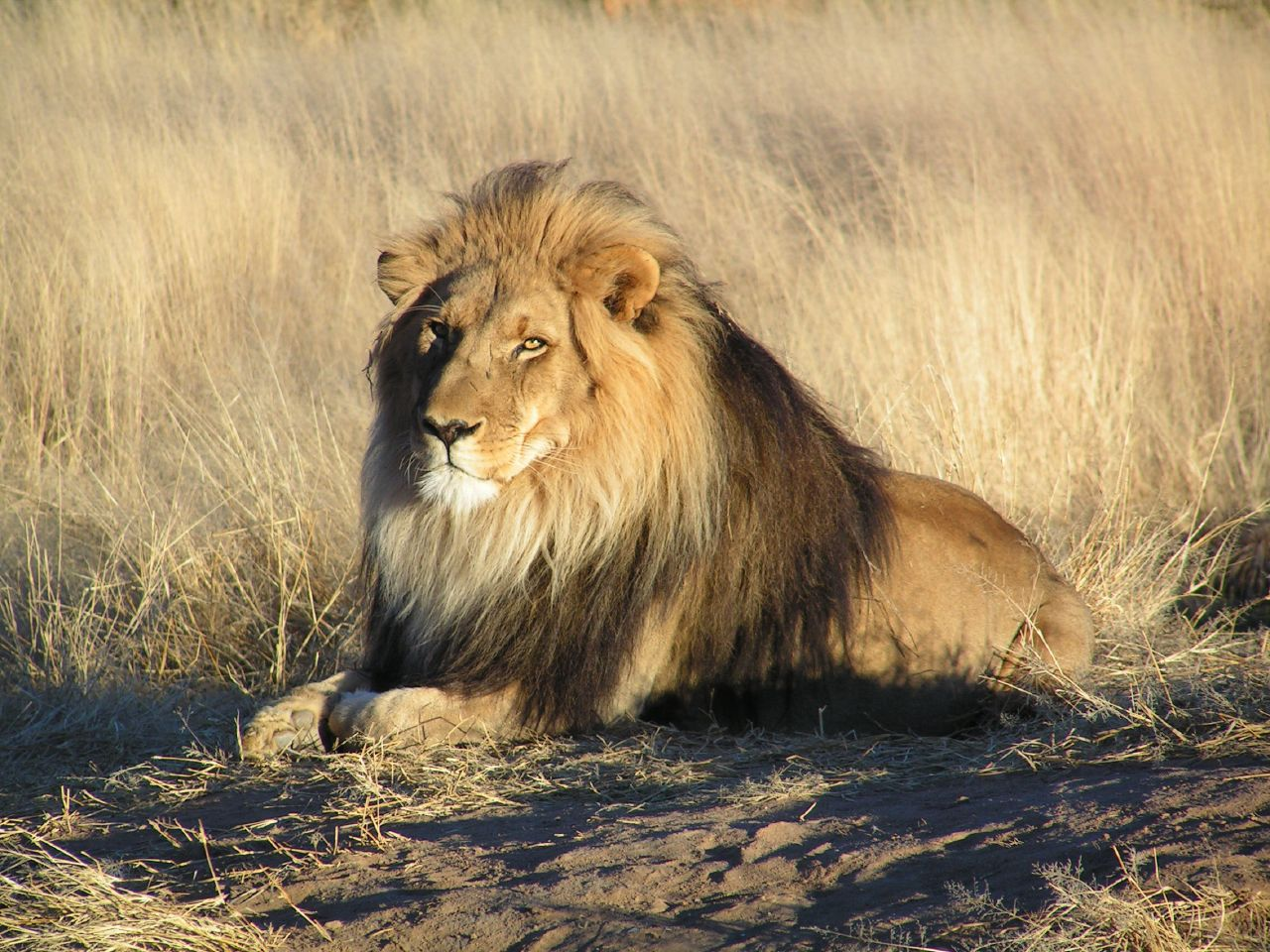
Lion (Panthera leo).
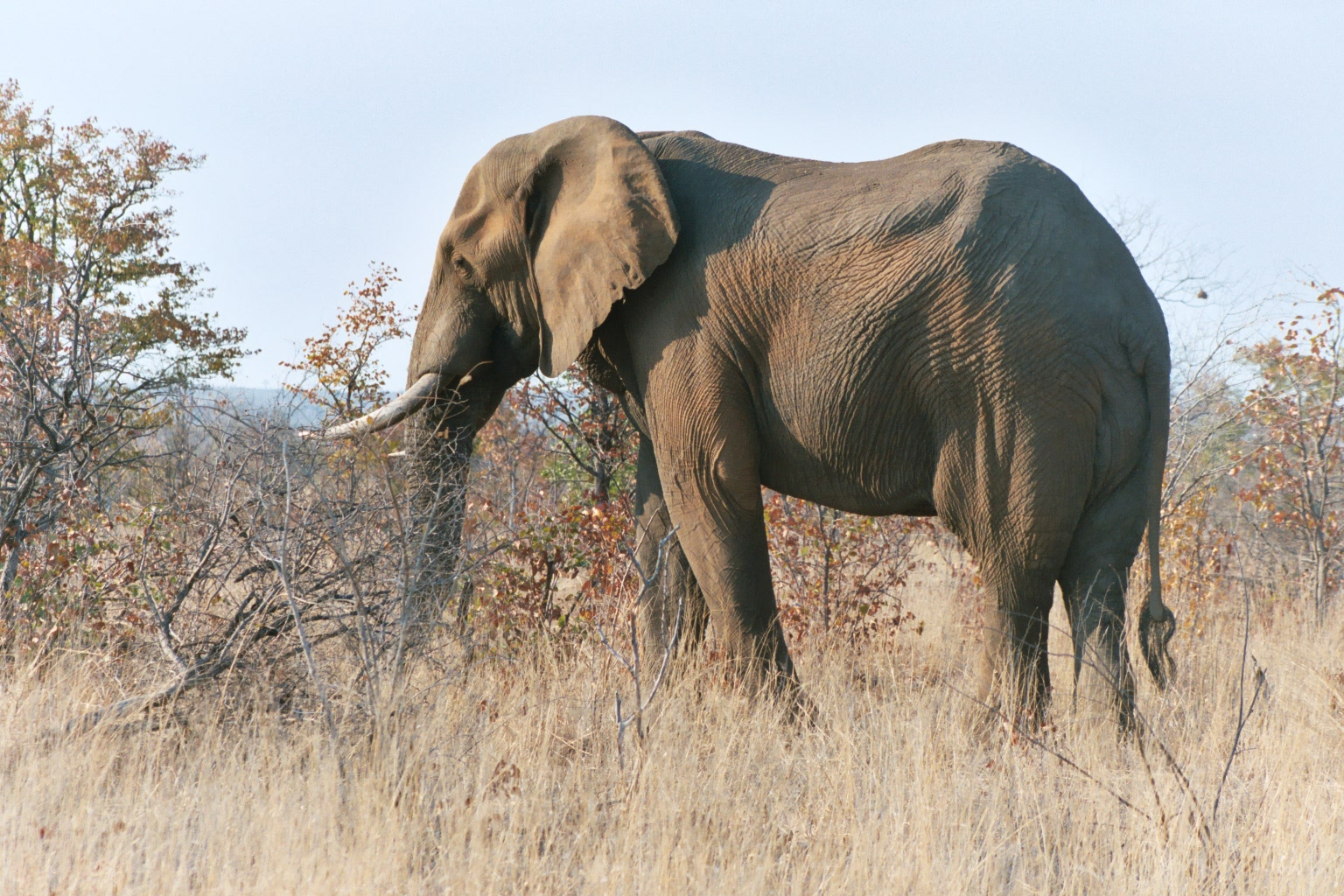
Éléphant d'Afrique (Loxodonta africana).
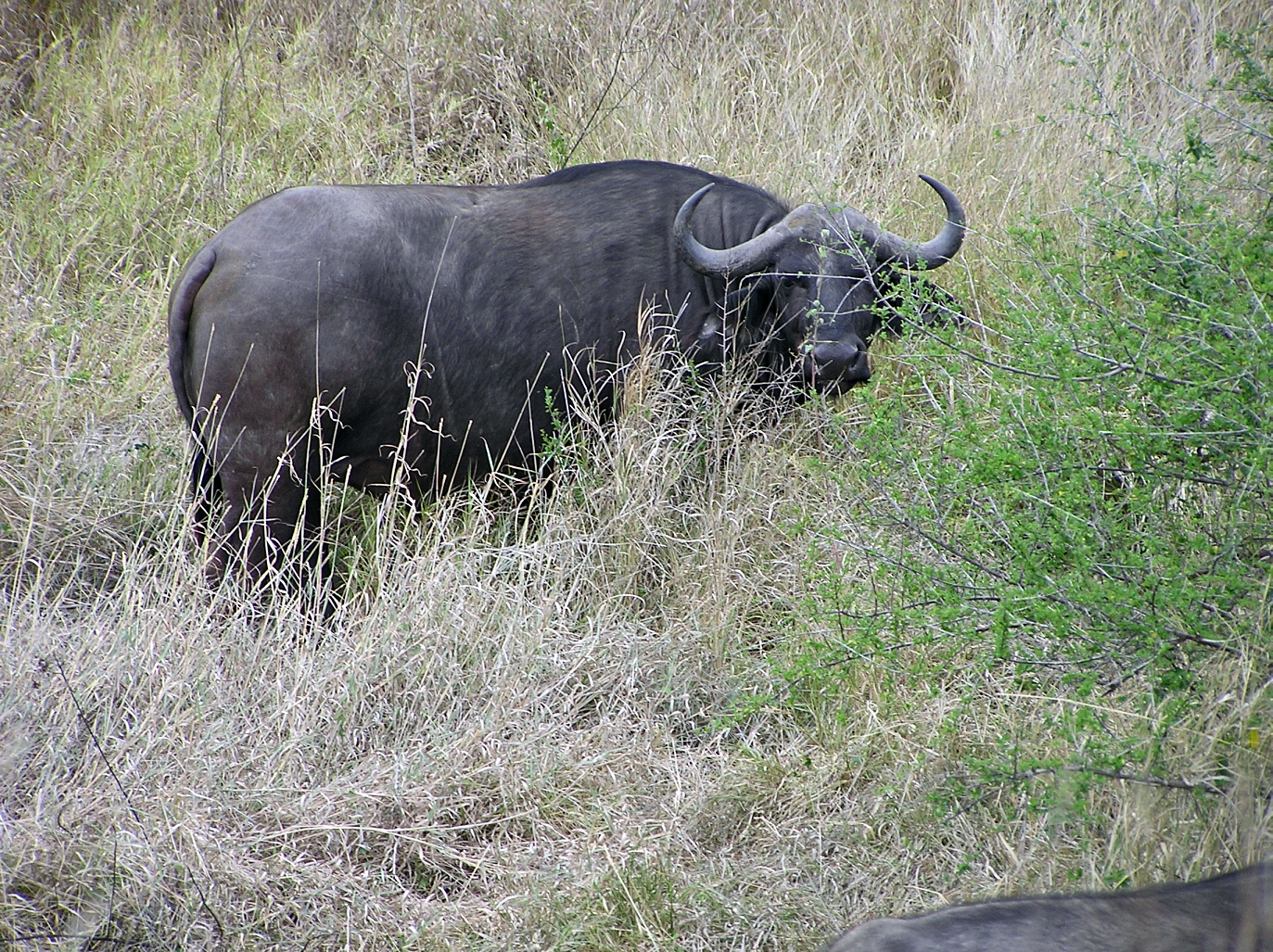
Buffle d'Afrique (Syncerus caffer).
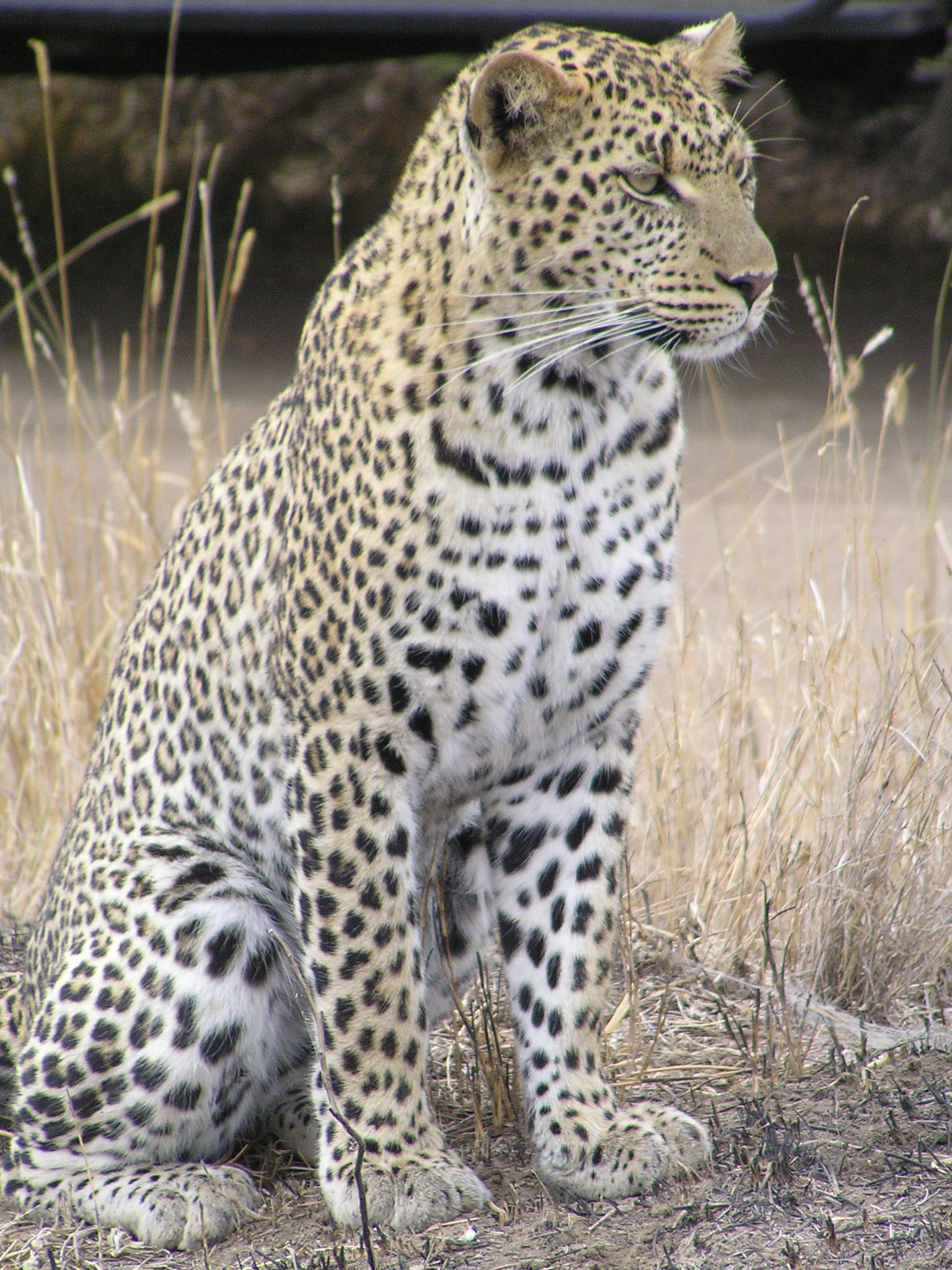
Léopard (Panthera pardus).

## Milieu humain
Malgré le déguerpissement des populations du parc depuis 1950, le Parc National du W fait l’objet de diverses pressions de la part des populations riveraines. Les populations riveraines, estimées à plus de 200 000 habitants, sont réparties dans une soixantaine de villages. Il existe six importants groupes socio-culturels autour du Parc. Il s’agit des :
- Bariba et Gando au sud ;
- Dendi, Mokolé et Gourmantché à l’est ;
- Dendi, Gourmantché au nord ;
- Peuls, dispersés autour de la réserve.

En raison de leur mode d’élevage extensif, les Peuls adoptent un habitat dispersé tandis que les autres groupes adoptent un habitat groupé.

## Tourisme
Le parc national du W du Bénin est ouvert tous les mois de l'année. Pour y découvrir et mieux apprécier la beauté de la savane verte, les oiseaux, les rivières, les visites pendant la saison des pluies sont recommandées. La saison sèche, courant du mois de décembre au mois de juin de l'année suivante, est recommandée pour un tourisme de vision, idéal pour y voir le maximum d’animaux sauvages.
Les visites du parc sont organisées par des agents et guides de tourisme. Cinq postes permanents avec des radios permettent de faciliter la communication au sein du parc en cas de besoin. Des bases arrières CENAGREF existent à Alfakoara, Banikoara et Karimama où il est possible de trouver des conseils et aides auprès des guides.
Le tarif des tickets à l'entrée du parc est de 10 000 francs CFA (15 euros) pour les expatriés, indépendamment de la durée de la visite. Il est de 500 francs CFA (1 euro) pour les riverains et 3 000 francs CFA (5 euros) pour les béninois non riverains. Les tickets touristiques sont disponibles aux entrées du Parc, à Kandi ou aux campements. Le tarif journalier moyen pour un guide de tourisme est de 3 000 francs CFA (5 euros). Avec un guide, il est possible de faire des parcours pédestres ou avec des kayaks / pirogues et des tours nocturnes en voiture.

## Problématiques
Le parc national du W est une réserve de biosphère disposant d'une importante population d'éléphants, objet de conflit entre les riverains du parc, à cause des dégâts qu'ils occasionnent sur les cultures et les récoltes. Ces conflits surviennent surtout dans les régions tampons, où les activités anthropiques empiètent sur les domaines vitaux des éléphants. Au nombre des zones objets de fréquents conflits hommes-éléphants, on peut citer les zones de Kaoubagou (Kérou), de Alfakoara-Goungoun, Bénésségou, Angaradébou (Kandi) et de Térempo-Ankouamon (Banikoara).
Une attaque terroriste survenue dans ce parc en 2022 a entraînée la mort de 8 personnes.